# هنبوك
هَنبوك ملابس كورية تقليدية. ويرجع أصلها إلى الممالك الكورية القديمة وتم تحديد أشكالها وأنواعها مرورا بالعصور الوسطى والحديثة وتختلف أشكالها حسب فصول السنة وجنس مرتديها. ويحب الكوريون المعاصرون ارتداء ملابس هَنبوك التقليدية في الأيام الخاصة مثل حفل الزفاف والأعياد وفي الأيام العادية يرتدي بعضهم ملابس هَنبوك الحديثة التي تم تعديلها مناسبة للحياة العصرية. ويستمر مصمموا الأزياء الكورية في تقديم مختلف أنواع الملابس المأخوذة من أشكال هَنبوك في عروض الأزياء العالمية مثل عرض بريتابورتيه الفرنسي.

## التكوين والتصميم
يتكون الهَنبوك التقليدية للمرأة من جيو جوري، أي قميص أو سترة وشيما «جيبة الطويلة أو التنورة», والتي تلبس عادة بالكامل. وغالبا ما يسمى الطقم بشيما جيو جوري. يتكون هَنبوك الرجال من جيو جوري والباجي وهو البنطلون في كوريا. والباجي هي السراويل الفضفاضة في الهَنبوك الرجال التقليدي.

## المناسبات
ويصنف الهَنبوك وفقا لأهدافه: اللباس اليومي ولباس المراسم واللباس الخاص. ولباس المراسم يتم ارتداؤه في المناسبات الرسمية، بما في ذلك عيد الميلاد الأول للطفل أو حفل زفاف أو جنازة. اللباس الخاص يتم تصنيعه خاصة للالشامان والمسؤولين.

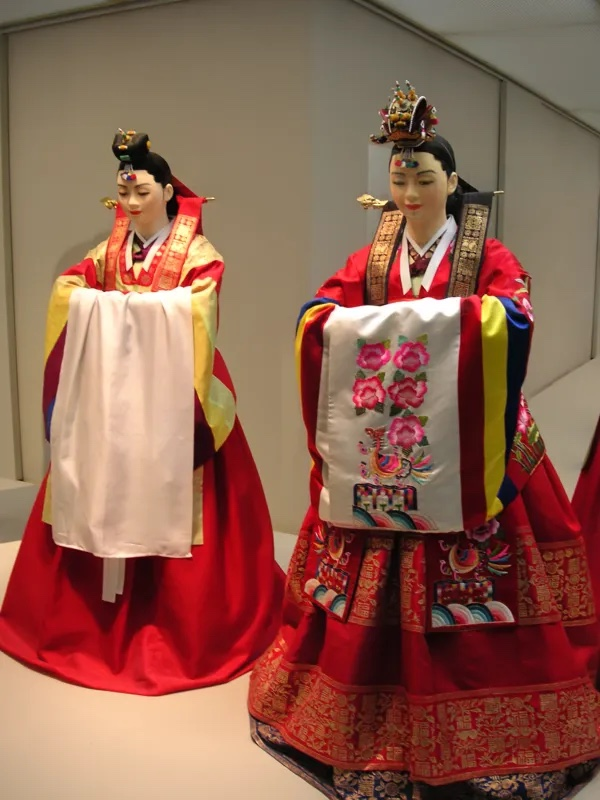
لباس العروس, هورتو.

## العصور القديمة
يرجع أصل الهَنبوك إلى الملابس البدوية من ثقافة سكوثيون في سيبيريا شمال آسيا، على نطاق واسع في العصور القديمة. وأقرب دليل على هذا النمط الشائع في شمال آسيا في موقع دفن كيونغنو من نون يول في شمال منغوليا، وأقرب دليل على خصائص التصميم الأساسية للهَنبوك يمكن إرجاعها إلى الجداريات القديمة من جوجوريو قبل القرن الثالث ميلادي.
وتنعكس الاصول البدوية في شمال آسيا، وقد تم تصميم الهَنبوك لتسهيل سهولة الحركة وأيضا دمج العديد من الزخارف الشامانية. وفي هذا الوقت، البنية الأساسية للهَنبوك، وهي سترة جيو جوري، والسراويل «الباجي»، والتنورة «شيما»، قد تم تصميمها. كانت تلبس السراويل القصيرة أو الضيقة والسترات إلى الخصر لكل من الرجال والنساء خلال السنوات الأولى من الممالك الثلاثة في كوريا. لا تزال البنية الأساسية والميزات الأساسية للتصميم الهَنبوك دون تغيير نسبيا حتى يومنا هذا.
في نهاية عصر الممالك الثلاث، بدأت السيدات النبلاء بارتداء التنانير الطويلة وسترات إلى الخصر مربوط في الوسطة وبدأ النبلاء ارتداء السراويل الفضفاضة والمربوطه والضيقة في الكاحلين، وسترة مربوطة في المعصمين والوسط.
على الرغم من أن معظم التأثير الأجنبي على الهَنبوك لم يدم أو كان سطحيا، باستثناء الملابس المنغولية والتي كانت تأثيرالأجنبي الوحيد الذي جعل تغييرات مرئية هامة في الهَنبوك. بعد سلالة جوريو (918-1392) وقعت معاهدة سلام مع الإمبراطورية المغولية في القرن ال13، والأميرات المنغوليات الذين تزوجوا من الأسرة المالكة الكورية جلبوا معهم الأزياء المنغولية التي بدأت تسود في الحياة الرسمية والخاصة على حد سواء. ونتيجة لهذا التأثير، قصرت تنورة شيما، وارتفعت الجيو جوري حتى فوق الخصر وربطة يتم وضعها أمام الصدر، مع وشاح طويل وواسعة، وأوت جوريوم (بدلا من ربطة) وكانت الأكمام مقوسة قليلا. ولكن التبادل الثقافي لم يكن من جهة واحدة. كان تأثير جوريو الثقافي كبير في البلاط المغولي من سلالة يوان، والأكثر وضوحا هو تبني المرأة للهَنبوك من الأرستقراطيين والملكات ومحظيات البلاط المغولي.

### سلالة الجوسون
في أوائل جوسون أستمرت الأزياء النسائية الفضفاضة، مثل تلك التي ظهرت على جدارية من مقبرة باك ايك (1332-1398). ومع ذلك، في القرن ال16، الجيو جوري تم تقصيره حتى الخصر، وأصبح مناسب على الجسم، على الرغم من عدم وجود شكل جرس في صورة ظلية في القرن 18 و 19 .
الهَنبوك اليوم هو اقتباس مباشر من الهَنبوك الذي تم ارتداؤه في فترة جوسون، وتحديدا في أواخر القرن 19. الهَنبوك قد مر بتغيرات مختلفة و«الصراعات في الموضة» خلال السنوات ال500 تحت عهد ملوك مملكة جوسون وتطورت في نهاية المطاف إلى ما نعرفه الآن ونعتبره الهَنبوك النموذجي.

## اللباس اليومي
خلال عصر الجوسون، اعتمدت الشيما أو التنورة بحجم كبير بينما الجيو جوري أو القميص أخذ صورة أكثر إحكاما وقصرا، والتي هي سمات مميزة جدا من الهَنبوك من القرون السابقة، عندما كانت شيما ضيقة، وجيو جوري فضفاضة وطويلة، وقد تصل إلى أسفل الخصر. بعد الغزو الياباني لكوريا (1592-1598) أو حرب امجين، الصعوبات الاقتصادية في شبه الجزيرة قد أثرت على أسلوب الملابس الضيقة التي تستخدم كميات أقل من النسيج. ولكن هذا التفسير قد لا يأخذ بعين الاعتبار بسبب الحجم الكبير للباس من أي وقت مضى والذي يستخدم كميات كبيرة من النسيج على الرغم من الآثار الكارثية للحرب.
في القرن الثامن عشر، بلغ قصر الجيو جوري أقصى حد حتى أصبح بالكاد يغطي الصدر. لذلك، بدأت النساء من الطبقات الاجتماعية المحترمة بارتداء قطعة قماش طويلة تسمى هيورتي حول الصدر. الهيورتي كان يلبس في الأصل كرداء تحتي تحت الجيو جوري، ولكنه الآن يلبس كرداء خارجي. ومع ذلك الطبقة العامة، غالبا ما تتجنب رداء الهورتي، كوسيلة لتشير إلى أنهم قد أنجبن ابنا. وهذا أيضا قد يساعد مع الرضاعة الطبيعية.
خلال القرنين السابع عشر والثامن عشر كان يتركز امتلاء التنورة حول الوركين، وبالتالي تشكيل صورة ظلية مشابهة للملابس الغربية. بلغ امتلاء التنورة أقصى حد في عام 1800. وخلال القرن التاسع عشر امتلاء التنورة قد وصل إلى حول الركبتين والكاحلين وبالتالي إعطاء الشيما شكل ثلاثي أو على شكل 8 صورة ظلية، الذي لا يزال النمط المفضل لهذا اليوم. العديد من الأثواب الداخلية مثل دار سوكد وسوك سوكد ودان سوكد وجو جانجو كانت تلبس لتحقيق الشكل المرغوب.
شهدت حركة أصلاح الملابس، التي تهدف إلى إطالة الجيو جوري، نجاحا في أوائل القرن العشرين واستمر التأثير على تشكيل الهَنبوك الحديث. الجيو جوري الحديث أصبح أطول، وإن كان لا يزال في منتصف المسافة بين محيط الخصر والصدر. تعرض الهيورتي في بعض الأحيان لأسباب جمالية. في نهاية القرن التاسع عشر، قدم هنغسون دايوونغن الميقويا، وهي سترة على طراز المانشو، والتي غالبا ما تلبس فوق الجيو جيوي حتى يومنا هذا.
شهد الهَنبوك الرجالي تغيرا بسيط مقارنة مع الهَنبوك النسائي. شكل وتصميم الجيو جوري والباجي بالكاد تغير.
ومع ذلك، طول ملابس الرجل، وهو المعطف الحديث الذي مرة بتغيير جذري. قبل أواخر القرن ال19، رجال اليانغبان كانوا دائما يرتدون الجونج تشي ماك عند الخروج. للجونج تشي ماك أكمام طويلة جدا والجزئية السفلية لديها انشقاقات في الجانبين وأحيانا على الظهر وذلك لخلق تأثير رفرفه عند المشي. البعض اعتبره موضة، والبعض الآخر، وهما العلماء رواقي، لم يكن سوى غرور خالص. دايوونغن حظر بنجاح الجونج تشي ماك كجزء من برنامجه لإصلاح الملابس والجونج تشي ماك اختفت في نهاية المطاف.
دورومجا الذي كان يرتدا سابقا تحت الجونغ تشي ماك وفي الأساس كان اللباس المنزلي تم استبداله كالرداء الرسمي لرجا اليانغبان. الدورومجا يختلف عن سابقه في أن لديه أكمام ضيقة وليس لديه انشقاقات على كلا الجانبين والخلف. هو أيضا أقصر قليلا في الطول. وظل الهَنبوك الرجالي نسبيا نفسه منذ اعتماد الدورومجا.

### هَنبوك للمناسبات الرسمية
الغوان بوك مصطلح كوري يشير إلى جميع الملابس الرسمية للمسؤولين الحكوميين. وبدأ ارتداؤها من عصر الشلا حتى الجوسون. خلال عصر شلا، نظام رداء الرسمية من آسيا الوسطى تم استيراده ووضعه موضع التنفيذ. وكانت هناك عدة أنواع من الغوان بوك التي تختلف في اللون والتصميم وفقا للمركز والرتبة والمناسبة مثل جو بك وجا بوك وسانغ بوك وجونغ بوك ويانغ بوك وجان بوك.
كان الجو بوك هو الغوان بوك الذي يتم ارتداؤه في المناسبات الخاصة مثل المهرجانات الوطنية، أو الإعلان عن المراسيم الملكية. الجا بوك هو الغوان بوك الذي يتم ارتداءه في طقوس تبجيل الميت وتدعي الطقوس بجيسا. السانغ بوك هي الملابس الرسمية اليومية للمسؤولين، بينما الجونغ بوك يتم ارتداؤها عند مقابلة الملك في القصر. واليانغ بوك له علاقة بالشؤون العسكرية.
ومع ذلك، مصطلح الغوان بوك والسانغ بوك، وهو يعني الدل يونغ رداء مع ياقة مستديرة.

## المواد واللون
الطبقات العليا ترتدي الهَنبوك من القماش المنسوج أو غيره من الأقمشة خفيفة الوزن عالية الجودة في الطقس الحار ومن الحرير العادي والمزخرف بقية العام. والعامة اقتصروا بالقطن بسبب تقيدهم بالقانون.
والطبقات العليا يرتدوا مجموعة متنوعة من الألوان، ولكن الألوان الزاهية كانت ترتدى عادة من قبل الأطفال والفتيات والألوان الباهته للرجال والنساء في منتصف العمر. اقتصر العامة بسب تقيدهم بالقانون على الملابس اليومية البيضاء، ولكن للمناسبات الخاصة كانوا يرتدون الوردي الباهت الفاتح والأخضر الفاتح، والرمادي. لون شيما يظهر الوضع الاجتماعي ومكانة من يرتديه. على سبيل المثال، لون الداكن يشير إلى أن المرأة لديها أبن أو أبناء. العائلة المالكة فقط من يمكنها ارتداء الملابس مع الأنماط المطبوعة جيم بك (الأوراق الذهبية) على الجزء السفلي من شيما.

## أغطية الرأس

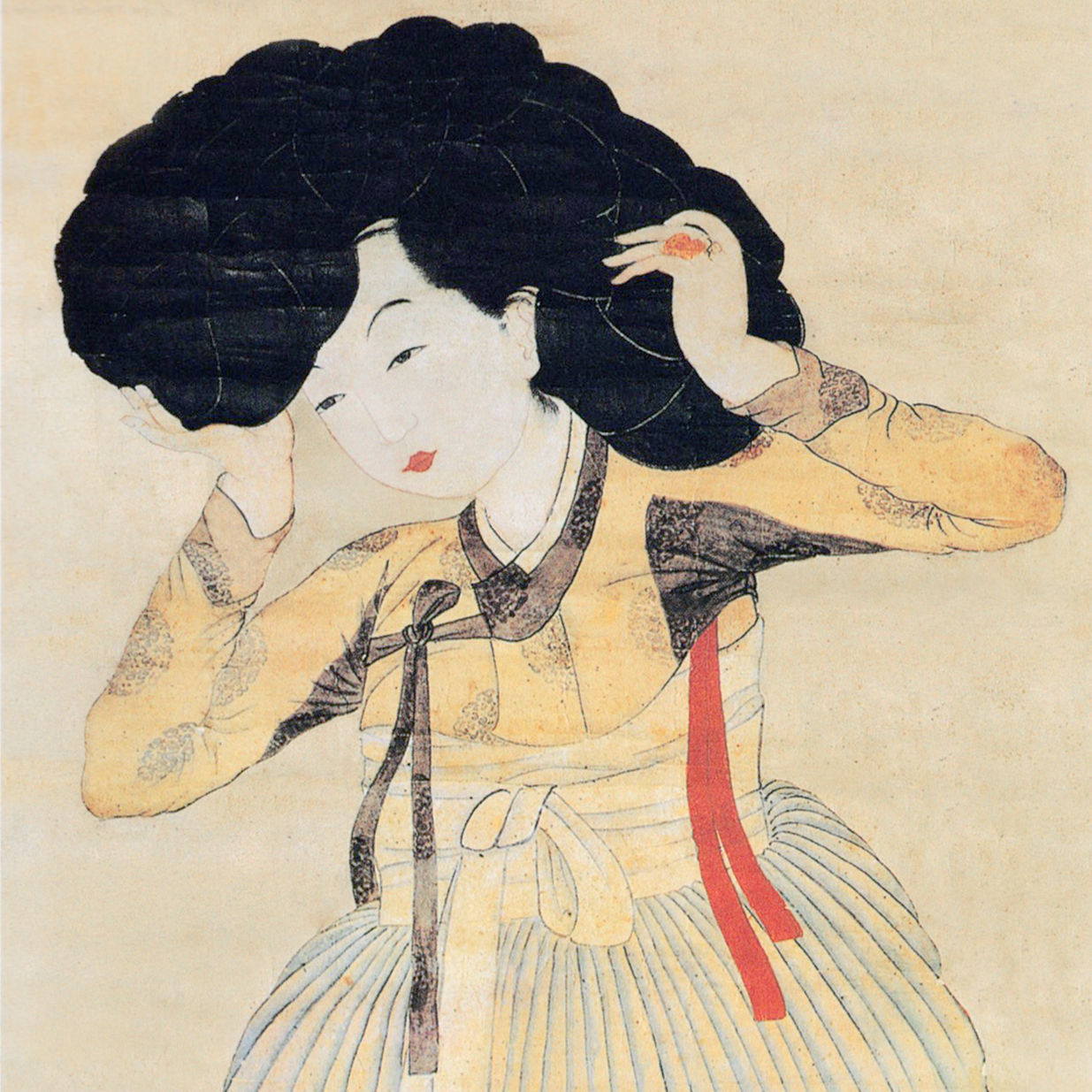
امرأة ترتدي شعرا مستعارا، أو جاش.

كل من الذكور والإناث يرتدوا شعرهم في جديلة طويلة حتى يتزوجوا، وفي ذلك الوقت شعر الرجل يعقد في قنزعة تسمى سنغ تو (상투(على الجزء العلوي من رأسه وشعر المرأة يكور على شكل كرة وتوضع فوق مؤخر العنق.
الدبوس طويل، أو البينيو (비녀)، كان يوضع في شعر المرأة المعقود للتثبيت أو الزينة. المادة وطول البينيو تختلف وفقا لطبقة ومكانة من يرتديها. وترتدي النساء الجوك دوري في يوم زفافهم، ويرتدوا الايم (قبعة) حماية من البرد.و الرجال يرتدون القات (القبعة) التي تختلف وفقا للطبقة والمكانة. <0}
قبل القرن ال19النساء من الخلفيات الاجتماعية العالية والغساينغ كانوا يرتدون الشعر المستعار (جاش). مثل نظرائهم الغربيين، نظر الكوريين للشعر المستعار بأنه كلما كان أكبر وأثقل كان مرغوبا فيه أكثر وجمالي. وبسبب جنون المرأة بالجاش، الملك جونغجو في عام 1788 حظر، بموجب مرسوم ملكي، استخدام الجاش، كما اعتبرت بأنها تتعارض مع القيم الكونفوشيوسية الكورية لضبط النفس.
في القرن ال19 بدأت النساء اليانغبان بارتداء الجودوري، قبعة صغيرة بديلا عن الجاش. ومع ذلك الجاش تمتع بشعبية واسعة في أوساط الغساينغ في نهاية القرن.

## التأثير الأجنبي
اعتمدت بعض ملابس الطراز الأجنبي من قبل الطبقات العليا، ولكن كان استخدامه دائما منفصل عن الهَنبوك التقليدي ونمط الملابس الأجنبية أبدا لم تحل محل الهَنبوك التقليدي. مع زيادة الروابط الثقافية بين كوريا والصين منذ النصف الأخير من فترة الممالك الثلاث، أدرجت الطبقة الأرستقراطية بعض النفوذ الأجنبي.
شلا وحدت الممالك الثلاث من كوريا، وتم استيراد مختلف أنواع الحرير، وأقمشة الكتّان، والموضة من تانغ الصين. وفي هذه العملية، أحدث موضة في لويانغ، عاصمة تانغ، قدمت لكوريا حيث تحولت إلى صورة ظلية كورية فريدة مشابهة للصورة الظلية للإمبراطورية الغربية. بعد توحيد كوريا من قبل شلا، بدأت النساء الكوريات بارتداء نمط جديد، الذي كان يحظى بشعبية ليس فقط في الصين ولكن أيضا في جميع البلدان تتأثر بطريق الحرير. ومع ذلك، الأسلوب قد توقف خلال مملكة كوريو، الدولة الحاكمة القادمة لكوريا. وقدم الدال يونغ، وهو أسلوب من الملابس من الثقافات البدوية في غرب آسيا، عبر طريق الحرير واعتمد كالرداء الرسمي الغوان بوك، في القرن ال4 حتى القرن ال17.
بدءا من أواخر القرن ال19، تم استبدال استخدام الهَنبوك إلى حد كبير من الواردات الغربية الجديدة مثل البدلات الغربية والفساتين. اليوم، أصبحت الملابس الرسمية والغير رسمية تعتمد على الأساليب الغربية. ومع ذلك، الهَنبوك لا يزال يستخدم لأغراض تقليدية والمخصصة للمناسبات السعيدة مثل حفلات الزفاف، والسنة القمرية الجديدة، طقوس الأجداد السنوية، ولادة الطفل، الخ.

## معرِض الصور

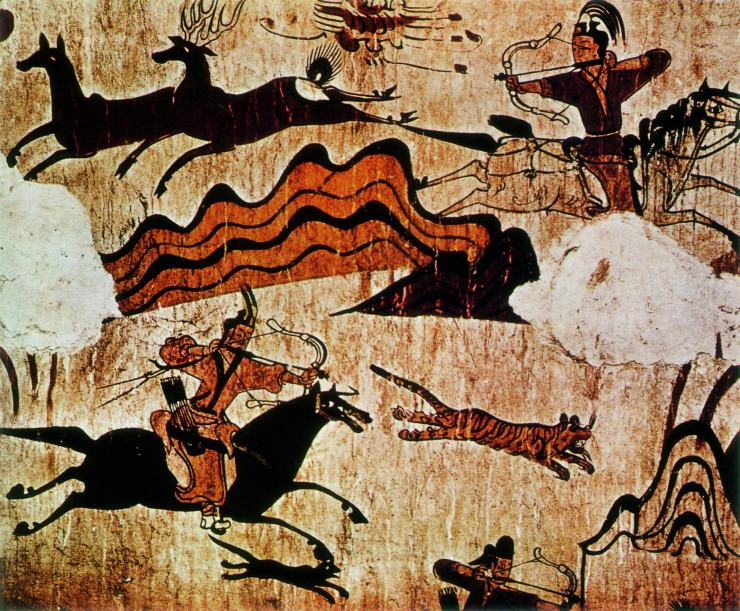
رجل من مملكة جوجوريو في الملابس الصيد من مقابر جوجوريو.
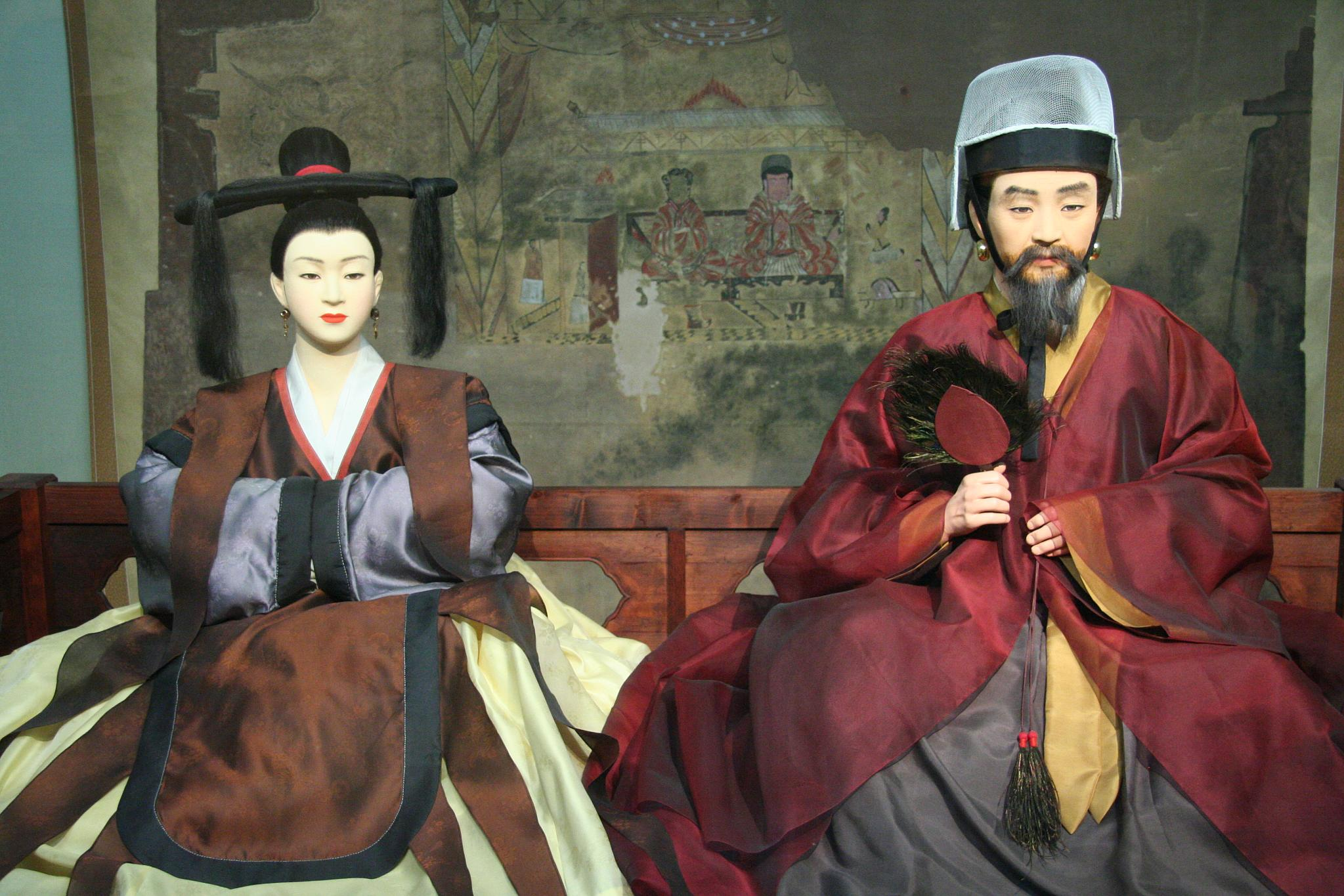
ملابس ملك وملكة جوجوريو.
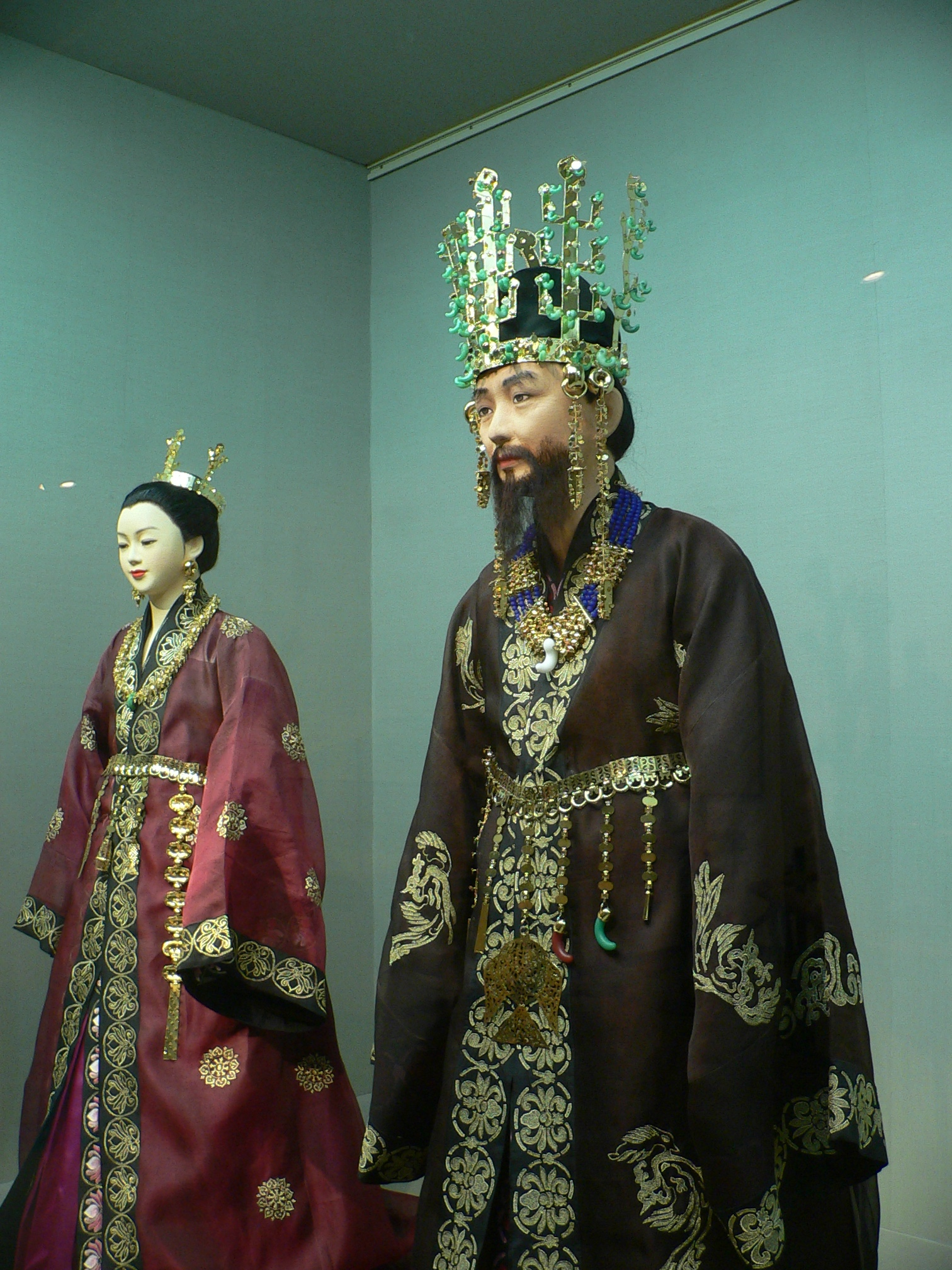
ملابس ملك وملكة شيلا.
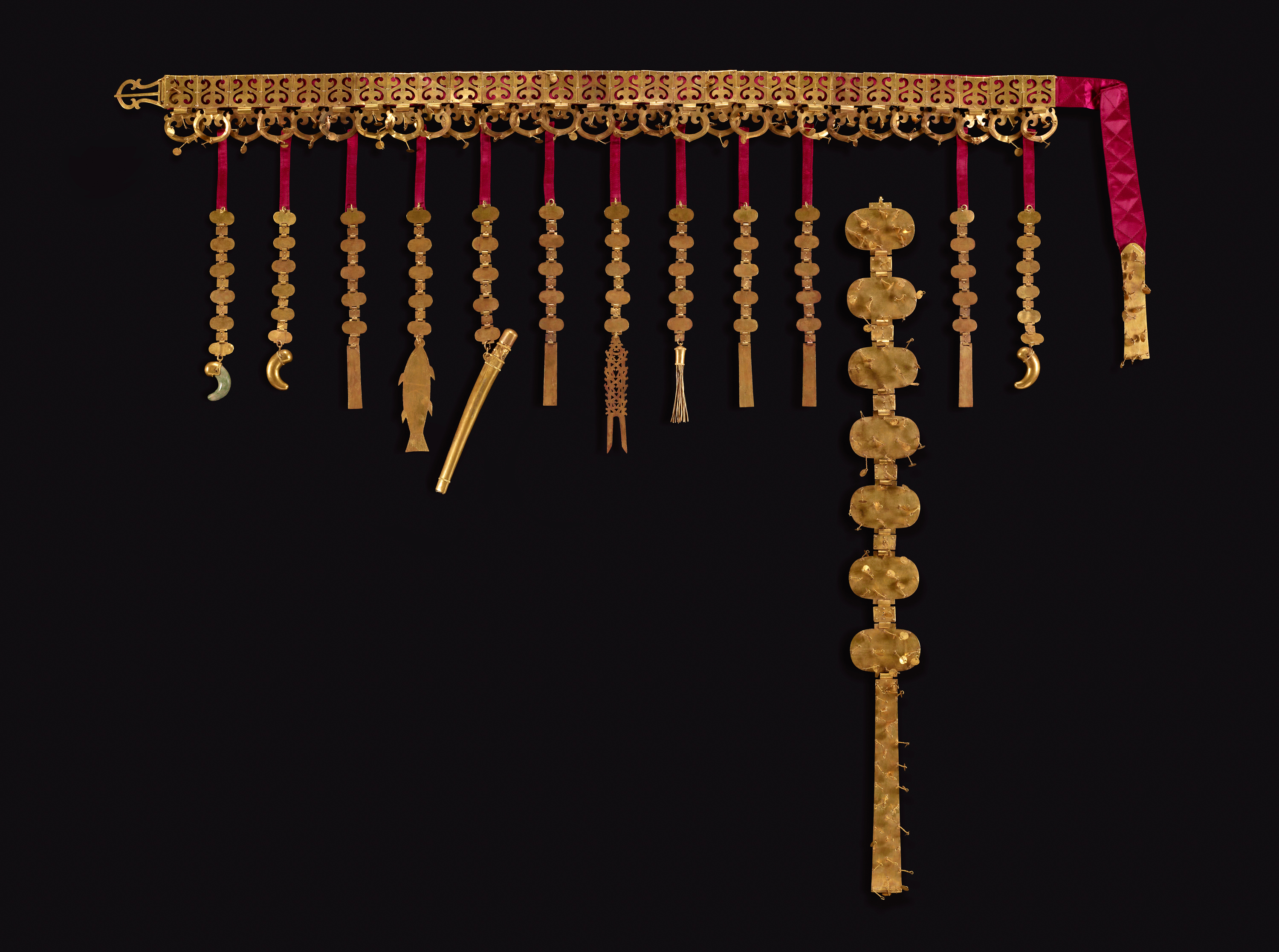
حزام الخصر المصنوع من الذهب المستخدم من قبل ملوك شيلا.
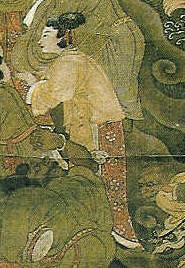
لباس امرأة خلال سلالة كوريو
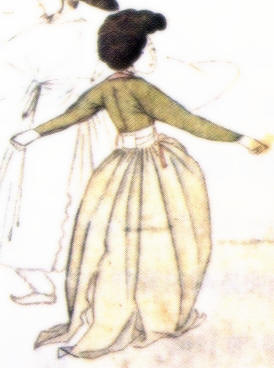
يتكون هَنبوك المرأة من شيما أي تنورة و جيو جوري أي قميص
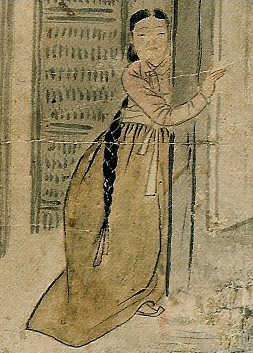
تعتبر التنورة الطويلة و الجيو جوري الضيق من الموضة. القرن ال18
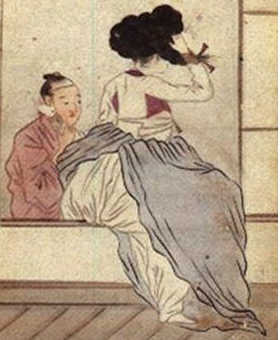
السوك سوكد, يشابه الثوب النسائي الذي يظهر تحت تنورة المرأة. القرن ال18
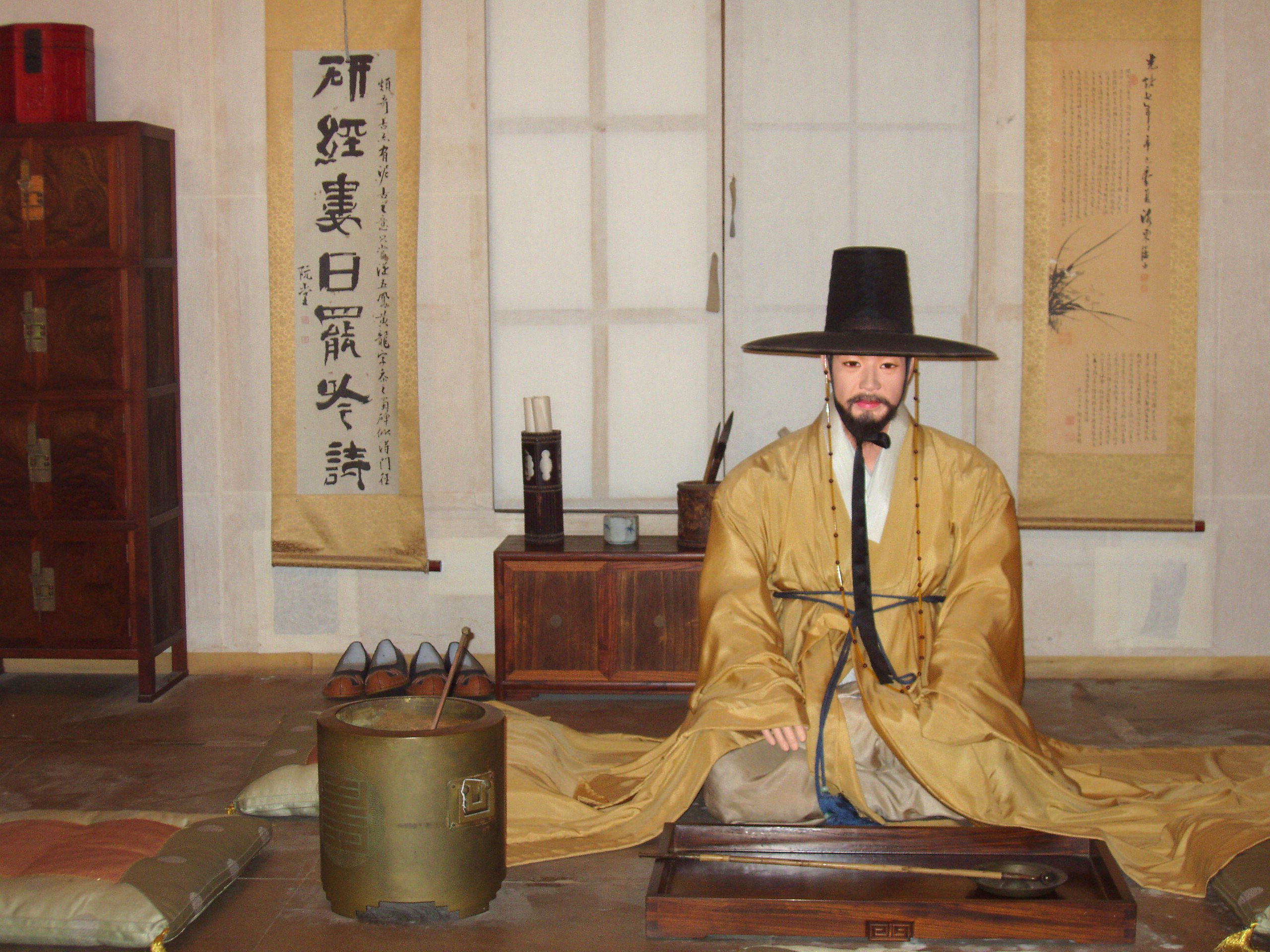
ذكر يرتدي اللباس الأرستقراطي. قات أي (قبعة من شعر الخيل) على رأسه و دوب أصفر أي (معطفا)
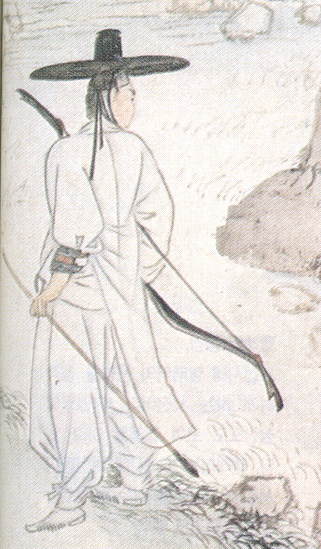
رجل يرتدي الجونغ تشي ماك في القرن ال18
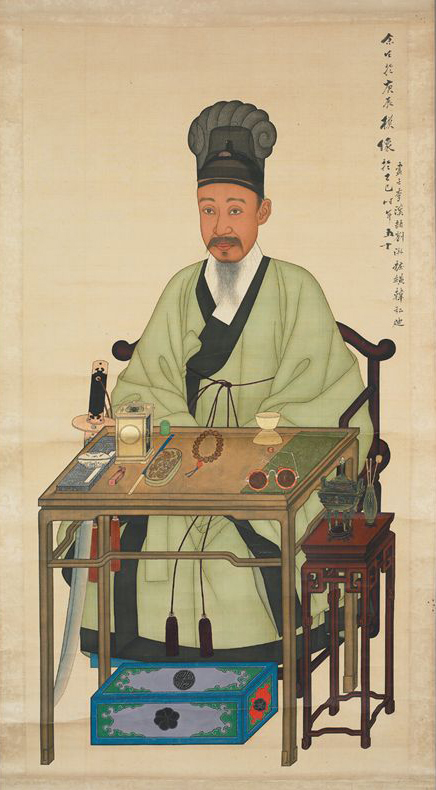
واري يونغ ونغ و هاك شانغ شي في عام 1863
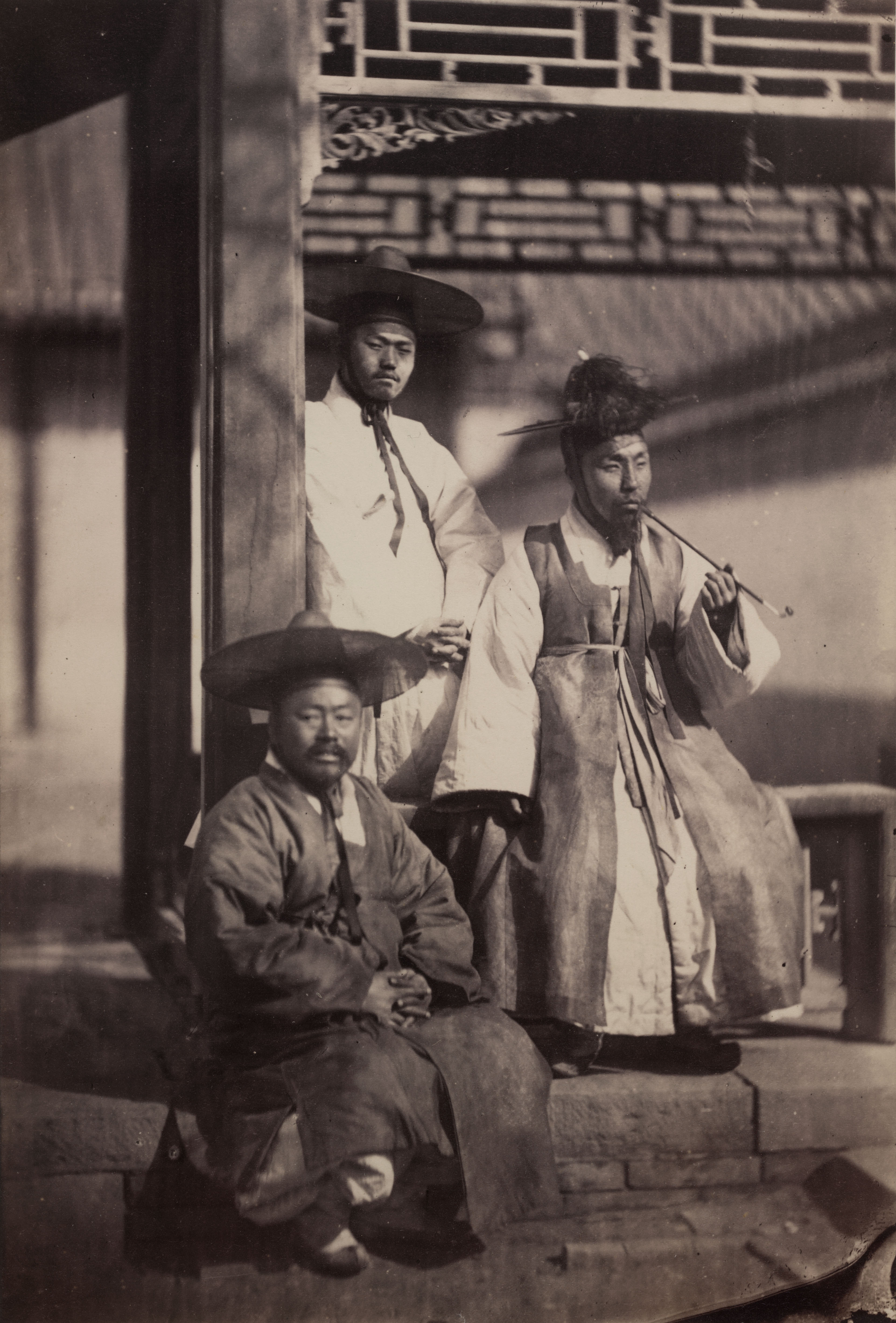
صور فوتوغرافية التقطت في عام 1863
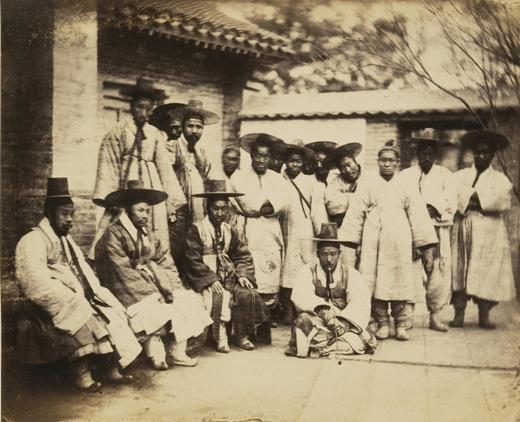
صور فوتوغرافية التقطت في عام 1863
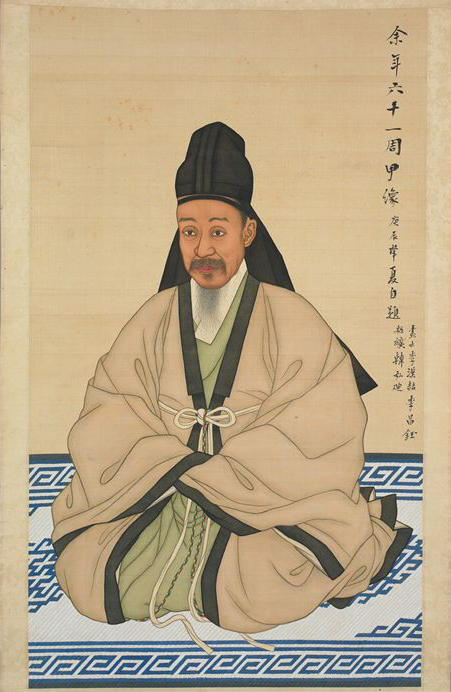
بوك جين و سيمي في عام 1880
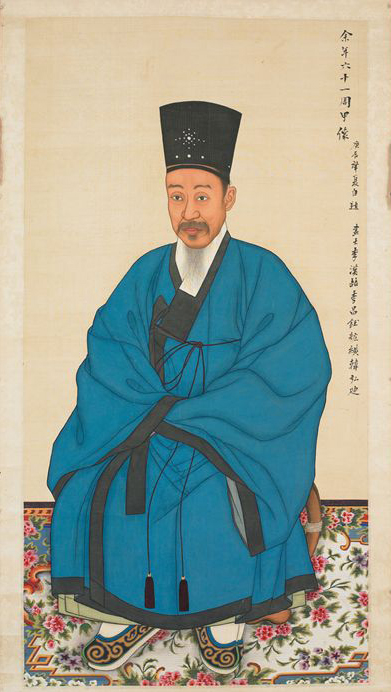
بوك جين أسود و دوب أزرق في عام 1880
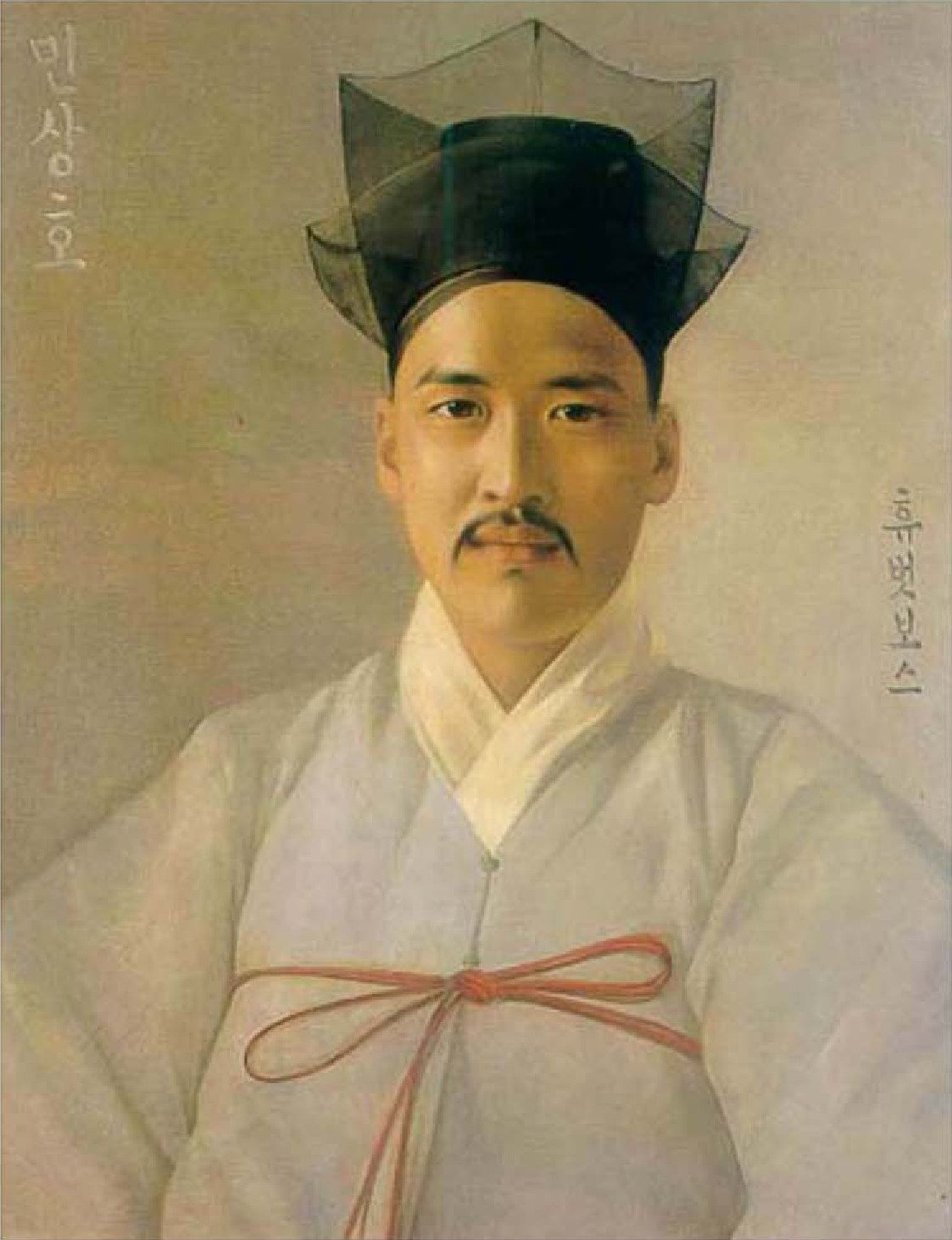
جانع جينغ وان (قبعة) على رأسه
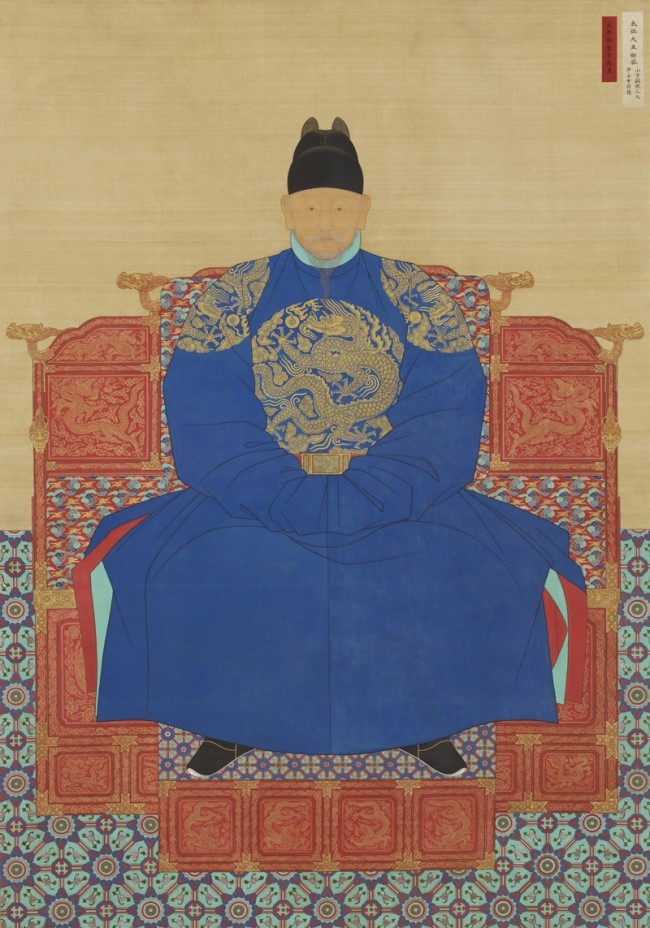
رداء التنين أو (اكسنوانغ بينغوا) : رداء الملك للعمل
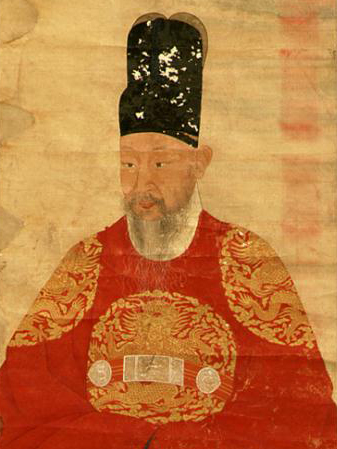
هونغري يونغبو : اللباس اليومي للملك
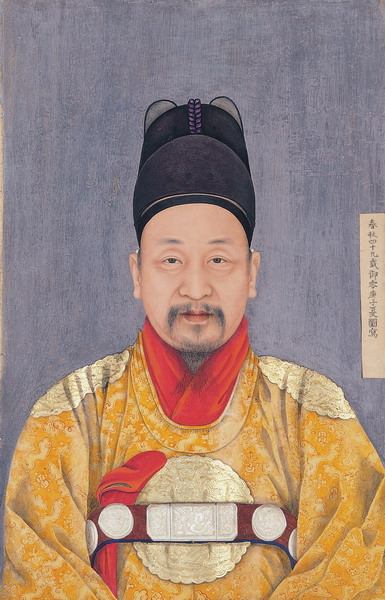
هووينغ يونغبو : اللباس اليومي للإمبراطور. غوانغمو بدأ بارتداء هذه الملابس
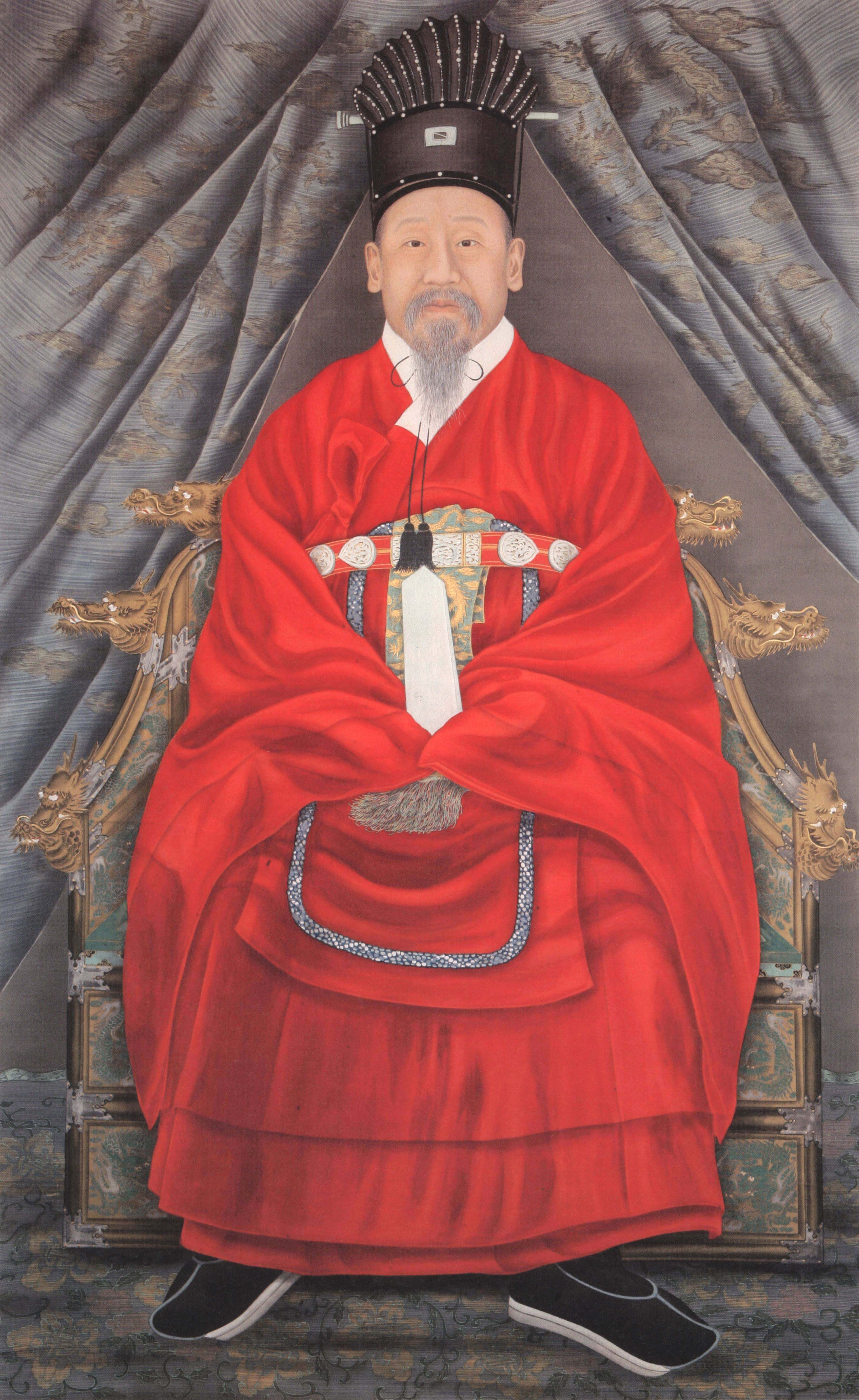
تانغشينغ واينغ و جانغسابو
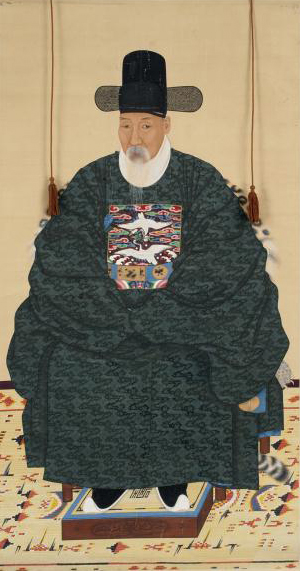
هيوك دالي يانغ بو في أواخر القرن ال18

## خارجي
- "Vank". Voluntary Agency Network of Korea. مؤرشف من الأصل في 2019-05-05.
- "Korea Be Inspired". Korea Tourism Organization. مؤرشف من الأصل في 2010-07-04.
- الإتيكيت في دولة كوريا الجنوبية